# Frutuoso Gomes

Frutuoso Gomes este un oraș în Rio Grande do Norte (RN), Brazilia.